# Boehringer Ingelheim
Boehringer Ingelheim – німецька фармацевтична компанія, заснована у 1885 році Альбертом Берінгером у м. Інгельхайм на Рейні, Німеччина.  Компанія налічує 140 філій у всьому світі і більш ніж 46000 працівників. На сьогодні група Boehringer Ingelheim є однією із 20 провідних фармацевтичних компаній світу з головним офісом, розташованим у Інгельхаймі. Ключовими напрямками роботи компанії є препарати, що застосовуються при захворюваннях органів дихання, серцево-судинних захворюваннях, хворобі Паркінсона, ВІЛ, тромбоемболії, цереброваскулярних, онкологічних захворюваннях, діабету та гепатиту. З моменту заснування у 1885 році метою цієї сімейної компанії було дослідження, розробка, виробництво і продаж інноваційної продукції з високими терапевтичними властивостями для використання у медицині та ветеринарії. Boehringer Ingelheim є повним учасником Європейської Федерації Фармацевтичних Виробників  та Асоціацій (EFPIA з англ. European Federation of Pharmaceutical Industries and Associations). На корпоративному логотипі компанії Boehringer Ingelheim представлене стилізоване зображення центральної частини палацу імператора Карла Великого.  

## Сфери діяльності
Бізнес-напрямки компанії включають медичні лікарські засоби, ветеринарні та біологічні препарати. Потужності компанії налічують 5 об'єктів з досліджень та розробок (R&D), що знаходяться у Бібераху (Німеччина), Ріджфілді (штат Коннектикут/США), Відні (Австрія), Кобе (Японія), Мілані (Італія) та 20 заводів-виробників у 13 країнах. Більш ніж 7 000 працівників компанії Берінгер Інгельхайм працює у галузі досліджень та розробок. 

## Історія
- 1885: Альберт Берінгер придбав невелику фабрику з виробництва винного каменю у м. Інгельхайм на Рейні, яка розпочала роботу 1 серпня.
- 1886: Фабрика починає виробництво винної кислоти для використання у харчовій промисловості (для пекарського порошку та газованих напоїв).
- 1893: Альберт Берінгер називає компанію C. H. Boehringer Sohn (CHBS) на честь свого батька – Крістофа Хайнріха Берінгера.
- 1893: Під час експериментів з лимонною кислотою було отримано молочну кислоту. Альберт Берінгер розвиває цей процес з метою широкомасштабного виробництва молочної кислоти.
- 1895: Молочна кислота починає вироблятися у промисловому масштабі і приносить комерційний  успіх.
- 1917: Професор Генріх Віланд, хімік, майбутній лауреат Нобелівської премії, двоюрідний брат Альберта Берінгера, ініціює заснування дослідницького відділу в компанії.
- 1928: Альберт Берінгер придбав Dr. Karl Thomae, компанію у м. Вінненден поблизу Штутгарта.
- 1946: Компанія Dr. Karl Thomae GmbH знову відкривається у м. Біберах-на-Рісі та налічує 70 працівників.
- 1955: Після придбання компанією ветеринарної програми Pfizer засновано Ветеринарний підрозділ.
- 1971: Заснування закордонного дочірнього підприємства, Boehringer Ingelheim Pharmaceuticals, Inc у м. Ріджфілд, Коннектикут (США). Невдовзі  цей об’єкт розширюється і стає дослідницьким центром компанії у Північній Америці.
- 1985: Заснування Інституту Молекулярної Патології (IMP з анг. The Institute for Molecular Pathology) у м. Відні, який розпочинає свою роботу в 1988 році.
- 1986: Біотехнологічний центр у Бібераху починає виробництво біофармацевтичних препаратів з клітинних культур.
- 1998: Внаслідок злиття компаній Boehringer Ingelheim KG та Dr. Karl Thomae GmbH утворюється Boehringer Ingelheim Pharma KG.
- 2010: Компанія святкує свою 125-ту річницю.

В Україні представництво компанії Берінгер Інгельхайм було відкрито у 1992 році.